# Jelena Nikolajeva
Jelena Nikolajevna Nikolajeva (Russisch: Елена Николаевна Николаева) (Aksjiki, Tsjoevasjië, 1 februari 1966) is een voormalige Russische snelwandelaarster. In haar imposante carrière behaalde ze twee wereldtitels en één olympische titel. Ook heeft ze het wereldrecord in handen op het 10 km snelwandelen.

## Loopbaan
Haar eerste wereldtitel behaalde Nikolajeva op de wereldindoorkampioenschappen van 1993 in Toronto op het onderdeel 5000 m snelwandelen, waar ze het goud veroverde voor de Australische Kerry Saxby-Junna (zilver) en de Italiaanse Ileana Salvador (brons). Vervolgens won ze op de Olympische Spelen van 1996 in Atlanta de olympische titel op de 10 km snelwandelen en finishte hiermee voor de Italiaanse Elisabetta Perrone (zilver) en de Chinese Wang Yan (brons).
Tien jaar na haar eerste wereldtitel behaalde Jelena Nikolajeva haar tweede op het WK 2003 in Parijs op de 20 km snelwandelen, voor de Ierse Gillian O'Sullivan en de Wit-Russische Valentina Tsyboelskaja (brons). In 2004 probeerde ze op de Olympische Spelen van Athene haar atletiekcarrière met glans af te sluiten, nadat ze eerder dat jaar de wereldbeker snelwandelen had gewonnen, maar ze moest genoegen nemen met een zeventiende plaats.
Jelena Nikolajeva heeft sinds 1996 het wereldrecord op de 10 km snelwandelen in handen.

## Titels
- Olympisch kampioene 10 km snelwandelen - 1996
- Wereldkampioene 20 km snelwandelen - 2003
- Wereldindoorkampioene 3000 m snelwandelen - 1993
- Sovjet-kampioene 10 km snelwandelen - 1987, 1988, 1992
- Russisch kampioene 10 km snelwandelen - 1996
- Russisch kampioene 20 km snelwandelen - 1996, 2001, 2002

## Persoonlijke records
Baan
| Onderdeel             | Prestatie | Datum            | Plaats   |
| --------------------- | --------- | ---------------- | -------- |
| 3000 m snelwandelen   | 12.01,53  | 12 juli 1998     | Formia   |
| 5000 m snelwandelen   | 20.54,65  | 5 september 2002 | Tivoli   |
| 10.000 m snelwandelen | 43.36,41  | 1988             |          |
| 20.000 m snelwandelen | 1:27.49,3 | 6 september 2001 | Brisbane |

Weg
| Onderdeel          | Prestatie  | Datum         | Plaats      |
| ------------------ | ---------- | ------------- | ----------- |
| 10 km snelwandelen | 41.04 (WR) | 20 april 1996 | Sotsji      |
| 20 km snelwandelen | 1:26.22    | 18 mei 2003   | Tsjeboksary |

Indoor
| Onderdeel           | Prestatie | Datum         | Plaats  |
| ------------------- | --------- | ------------- | ------- |
| 3000 m snelwandelen | 11.49,73  | 12 maart 1993 | Toronto |

## Palmares

### 3000 m snelwandelen (indoor)
- 1991: 5e WK indoor - 12.09,60
- 1993:  WK indoor - 11.49,73
- 1994: 4e EK indoor - 11.57,49

### 10.000 m snelwandelen
- 1997: 9e WK - 45.01,90
- 1998:  Goodwill Games - 43.51,97

### 10 km snelwandelen
- 1987: 5e WK - 44.54
- 1992:  OS - 44.33
- 1993:  Wereldbeker - 45.22
- 1993: 7e WK - 43.47
- 1994:  EK - 42.43
- 1995:  WK - 42.20
- 1995:  Wereldbeker - 42.32
- 1996:  OS - 41.49

### 20.000 m snelwandelen
- 2001:  Goodwill Games - 1:27.49,3

### 20 km snelwandelen
- 1999: 4e Wereldbeker - 1:28.23
- 1999: 12e WK - 1:34.10
- 2001: 5e Europacup - 1:28.20
- 2002:  EK - 1:28.20
- 2002: 4e Wereldbeker - 1:29.12
- 2003:  Europacup - 1:26.22
- 2003:  WK - 1:26.52
- 2004:  Wereldbeker - 1:27.24
- 2004: 17e OS - 1:32.26

1992: Chen Yueling ·
1996: Jelena Nikolajeva
1999 Liu Hongyu ·
2001 Olimpiada Ivanova ·
2003 Jelena Nikolajeva ·
2005 Olimpiada Ivanova ·
2007 Olga Kaniskina ·
2009 Olga Kaniskina ·
2011 Olga Kaniskina ·
2013 Liu Hong ·
2015 Liu Hong ·
2017: Yang Jiayu ·
2019: Liu Hong ·
2022: Kimberly García ·
2023: María Pérez